# Компендий (жанр)
Компе́ндий, компе́ндиум (лат. compendium — сокращение) — жанр научной и учебной литературы, сокращённое изложение основных положений какого-либо предмета, какой-либо учебной дисциплины или науки.

## Значение и этимология
Согласно cooljugator.com, латинская приставка «con-» используется в сложных словах для обозначения «существования или объединения многих объектов», а также предполагает стремление к завершенности с совершенством. А compenso означает баланс, уравновешенность, взвешивание, смещение.
Согласно etymonline.com, прилагательное «compendious» определяется как «краткий, сокращенный, но всеобъемлющий» («concise, abridged but comprehensive»). Существительное «compendium» определяется как «краткий сборник, включающий общие принципы или основные положения более длинной „системы или работы“». Оно происходит от средневекового латинского compendere (com + pendere), буквально означающего взвешивать вместе.

## Примеры
Примером компендия можно считать «Катехизис католической церкви», книгу из 598 вопросов и ответов, где в краткой форме переданы все существенные и фундаментальные элементы веры Католической церкви. 
Популярные в Средние века бестиарии, где в прозе и стихах подробно описывались различные животные, главным образом, с аллегорическими и нравоучительными целями.
Примером компендиума может служить сборник «Le grand dictionnaire de cuisine» (Большой кулинарный словарь), который написал популярный писатель Александр Дюма, бывший страстным гурманом.

### Примеры употребления слова
Человек может познавать природу и на нее воздействовать, «покорять» ее, быть ее «царем» только потому, что он носит в себе, хотя и в неразвернутом еще виде, потенциально, компендиум всей природы, весь ее метафизический инвентарь, и, в меру его развертывания, актуализирования, он и овладевает природой.— С. Н. Булгаков. «Философия хозяйства»
В СССР широко известны были следующие высказывания основоположников марксизма:

Религия есть общая теория этого мира, его энциклопедический компендиум, его логика в популярной форме, его спиритуалистический point d’honneur, его энтузиазм, его моральная санкция, его торжественное восполнение, его всеобщее основание для утешения и оправдания.— Карл Маркс, «К критике гегелевской философии права»

Учиться диалектике у Канта было бы без нужды утомительной и неблагодарной работой, с тех пор как в произведениях Гегеля мы имеем обширный компендий диалектики.— Фридрих Энгельс, «Диалектика природы»

### Исторические примеры компендиев (выборка)
- Николай Кузанский. Compendium (1463).
- Генрих Фабер. Небольшой музыкальный компендий для новичков (Compendiolum musicae pro incipientibus, 1548; ок. 30 позднейших переизданий).
- Адриан Коклико. Музыкальный компендий (Compendium musices, 1552).
- Мартин Агрикола. Две книги о музыке, содержащие компендий этого искусства и блестящие [нотные] примеры (Duo libri musices, continentes compendium artis, et illustria exempla, 1561).
- Зет Кальвизий. Музыкальный компендий для новичков (Compendium musicae pro incipientibus conscriptum). Leipzig, 1594; R Leipzig, 1602.
- Рене Декарт. Музыкальный компендий (Compendium musicae, 1618).
- Пселл, Михаил. Математический компендий (Compendium mathematicum, 1647).
- Вильфредо Парето. Компендиум по общей социологии (Compendio di sociologia generale, 1920).
- Компендиум химической терминологии (1987) — книга, составленная Международным союзом теоретической и прикладной химии.